# سیارک ۱۱۹۴۷
سیارک ۱۱۹۴۷ (به انگلیسی: 11947 Kimclijsters، نامگذاری:1993PK7) یازده هزار و نهصد و چهل و هفتمین سیارک کشف شده‌است که در ۱۵ اوت ۱۹۹۳ کشف شد.
قدر مطلق سیارک برابر ۲۳.۴ است.